# Bram Castro
Bram Castro (Hasselt, 30 settembre 1982) è un ex calciatore belga, di ruolo portiere.

## Carriera
Dal 2014 al 2018 ha militato nell'Heracles Almelo.